# La Revanche du Sicilien
La Revanche du Sicilien (Johnny Cool) est un film américain réalisé par William Asher, réalisé en 1962 et sorti en 1963.

## Synopsis
Colini, un gangster américain exilé vivant en Sicile, sauve de la police Giordano, un jeune hors-la-loi local. Plus tard, Colini envoie le jeune homme, rebaptisé Johnny Cool, en mission aux États-Unis pour y assassiner les hommes qui ont planifié sa chute et l'ont forcé à l'exil. Johnny arrive à New York et tue rapidement plusieurs des figures de la pègre figurant sur la liste de Colini. Dans l'intervalle, il s'amourache de Dare Guiness, une riche divorcée qui devient sa complice...

## Fiche technique
- Titre français : La Revanche du Sicilien
- Titre original : Johnny Cool
- Réalisation : William Asher
- Assistants réalisateurs : Maxwell Henry, John Gaudioso
- Scénario : Joseph Landon, d'après le roman The Kingdom of Johnny Cool de John McPortland, Fawcett Books, New York, 1959
- Musique composée et dirigée par : Billy May
- Chansons : "The Ballad of Johnny Cool" de Sammy Cahn (paroles) et Jimmy Van Heusen (musique), interprétée par Sammy Davis, Jr. / "Bee-Bom", de Johnny Worth (sous le nom de Les Vandyke), interprétée par Sammy Davis, Jr.
- Directeur de la photographie : Sam Leavitt
- Décors : Frank T. Smith, Budd S. Friend
- Costumes : Bob Wolfe
- Montage : Otto Ludwig
- Son : Philip Mitchell
- Producteur : William Asher / Producteur délégué : Peter Lawford / Producteur associé : Milton Ebbins
- Société de production : Chrislaw Productions
- Société de distribution  États-Unis et  France : United Artists
- Tournage : du 17 septembre à la mi-octobre 1962 à New York (dont le Puccini's restaurant), Las Vegas, Paradise (Nevada) (dont le New Frontier (casino)) ainsi qu'à Newport Beach (séquence de la fête sur le bateau)
- Format :
- Pays de production :  États-Unis
- Langue : anglais
- Durée : 101 min
- Genre : Drame
- Dates de sortie en salles :
  - États-Unis : 2 octobre 1963
  - France : 17
- Film interdit en salles aux moins de 16 ans en France

## Distribution
- Henry Silva (VF : Roger Rudel) : Salvatore Giordano dit "Johnny Cool"
- Elizabeth Montgomery (VF : Michèle Bardollet) : Darien Guinness dite "Dare"
- Sammy Davis, Jr. (VF : Bachir Touré) : "Educated"
- Richard Anderson (VF : Michel Gudin) : le correspondant
- Jim Backus (VF : William Sabatier) : Louis Murphy
- Wanda Hendrix : Miss Connolly
- Brad Dexter (VF : Jean Martinelli) : Lennart Crandall
- Joey Bishop (VF : Henry Djanik) : Holmes, le vendeur de voitures d'occasion
- Marc Lawrence (VF : Jacques Berthier) : Johnny Colini
- John McGiver (VF : René Blancard) : Oscar B. Hinds dit "Oby"
- Mort Sahl (VF : Gérard Ferrat) : Ben Morrow
- Telly Savalas (VF : André Valmy) : Vincenzo Santangelo dit "Vince"
- Elisha Cook Jr. (VF : Jean Daurand) : l'entrepreneur des pompes funèbres
- Hank Henry (VF : Aram Stephan) : Larry, le chauffeur du bus
- Gregory Morton (VF : Raymond Loyer) : Jerry March
- Joan Staley : Suzy
- Katharine Bard (VF : Renée Simonot) : Mrs. Crandall
- Richard Bakalyan : John Scalise
- Steve Peck (VF : Serge Sauvion) : Kromlein
- Doug Henderson et Frank Wilcox (VF : Jacques Berlioz) : les agents du FBI
- Mary Scott : Margaret Huntington
- Frank Albertson : Bill Blakely
- John Dierkes : "Cripple"
- Robert Armstrong (VF : Maurice Pierrat) : un homme de la bande
- Douglass Dumbrille (VF : Jacques Berlioz) : le conseiller municipal corrompu
- Joseph Calleia : le touriste
- George Neise (VF : Jean Ozenne) : Adrian Guinness
- Alex Bookston (VF : Stéphane Audel) : le superintendant
- Elvia Allman (VF : Hélène Tossy) : la réceptionniste du salon de beauté
- Ray Kellogg (VF : Jacques Dynam) : le barman
- Jimmy Cross (VF : Lucien Bryonne) : le parieur malchanceux
- Clegg Hoyt (VF : Jean Clarieux) : le joueur de craps malchanceux
- Hal Baylor : un joueur
- Kelly Thordsen (VF : Claude Bertrand) : un joueur
- Joe Turkel (VF : Pierre Trabaud) : un truand